# Fufius lanicius
Espèce
Synonymes
- Hapalothele lanicia Simon, 1892

Fufius lanicius est une espèce d'araignées mygalomorphes de la famille des Rhytidicolidae.

## Distribution
Cette espèce est endémique de Bolivie. Elle se rencontre vers Espiritu Santo.

## Description
La femelle holotype mesure 22 mm.

## Systématique et taxinomie
Cette espèce a été décrite sous le protonyme Hapalothele lanicia par Simon en 1892. Elle est placée dans le genre Fufius par F. O. Pickard-Cambridge en 1896.

## Publication originale
- Simon, 1892 : « Études arachnologiques. 24e Mémoire. XXXIX. Descriptions d'espèces et de genres nouveaux de la famille des Aviculariidae (suite). » Annales de la Société Entomologique de France, vol. 61, p. 271-284 (texte intégral).